# نعيم حسن
أبو مهيب نَعيم سعيد حسن (3 مايو 1949) قاضي وعالم دين درزي لبناني الذي تولى مشيخة عقل الطائفة من 5 نوفمبر 2006 وبقي في المنصب حتّى تنصيب الشيخ سامي أبي المنى خلفاً له في 10 سبتمبر 2021. الشيخ نعيم الحسن من بلدة البنية في قضاء عاليه، حصل على إجازة الحقوق من الجامعة اللبنانية ثم عمل مدرساً في مدرسة التنوخية الوطنية في عبيه، ثم مساعداً قضائياً في وزارة العدل وعين قاضيا للمحكمة الدرزية في عاليه في 26 تشرين الثاني سنة 1984.

## سيرته
ولد نعيم بن سعيد بن حمود حسن في 3 أيار 1949 في بلدة البنية، ينتمي إلى أسرة يزبكية عريقة متدينة. کان والده سعيد حسن من المقربين من الأمير مجيد أرسلان. تلقى علومه الابتدائية في مدرسة البلدة الرسمية ثم في ثانوية بيصور الرسمية، والتحق بالجامعة اللبنانية حيث نال الإجازة في الحقوق.

عمل مدرساً في مدرسة التنوخية الوطنية في عبيه، ثم مساعداً قضائياً في وزارة العدل، وبعد أن شغر منصب قاضي المذهب الدرزي في محكمة عاليه إثر مقتل القاضي الشيخ مسعود الغريب (شقيق شيخ العقل ناصر الدين الغريب) في مذبحة كفرمتى التي راح ضحيتها ما يزيد على 100 قتيل في أيلول العام 1983، عيّن الشيخ حسن قاضياً لمحكمة عاليه (الدرجة الأولى) في 26 تشرين الثاني 1984.

### فوزه بالتزكية
أعلنت اللجنة المشرفة على انتخاب شيخ عقل الموحدين الدروز في المجلس المذهبي فوز نعيم حسن بالتزكية، بعد أن أُقفل باب الترشيح منتصف ليل 14 تشرين الأول / أوکتوبر على ترشيحه فقط. أن إعلان فوز نعيم حسن بالتزكية جاء إثر اجتماع اللجنة المشرفة على الانتخابات المؤلفة من أكبر الأعضاء سناً فؤاد الريس وأصغرهم القاضي الشيخ غاندي مكارم، وأمين السر المؤقت منير حمزة. وبحسب محضر جلسة الاجتماع فإن باب الترشيح الذي فتح ابتداء من الخامس من تشرين الأول 2006، أقفل على مرشح وحيد هو نعيم حسن من دون أي مرشح آخر.

## حياته الشخصية
متأهل من نجية شمس الدين وله ثلاثة أولاد: مهيب وميادة وريان.